# Distretto di Santa
Il distretto di Santa è un distretto del Perù nella provincia di Santa (regione di Ancash) con 18.010 abitanti al censimento 2007 dei quali 15.754 urbani e 2.256 rurali.
È stato istituito fin dall'indipendenza del Perù.